# Жемайтський національний парк

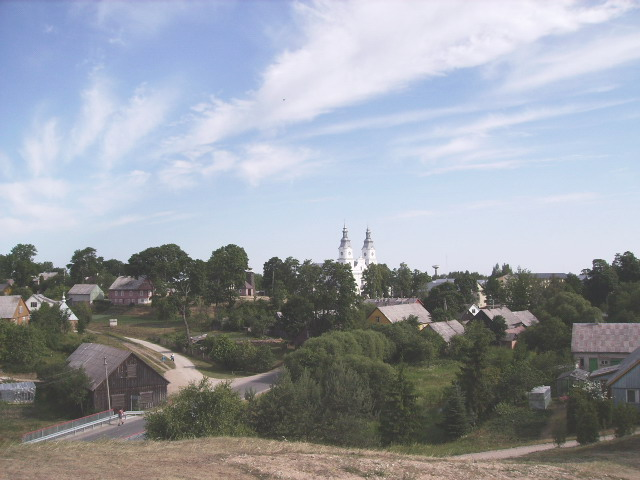
Кальварія Жмудська.

Жмудський національний парк або Жемайтський національний парк — національний парк у Литві. Розташований на Жемайтській височині, 45 км від Балтійського моря. Озера займають понад 7 % території. Озеро Плателяй (12.05 км2, глибина 47 м) є найбільшим озером. Місто Плателяй, розташоване на березі озера, є місцем розташування адміністрації парку та популярним туристичним напрямком. Парк має II категорію за класифікацією МСОП.

## Природа
Горбистий рельєф Жемайтського парку утворився внаслідок танення льодовика близько 12 тис. років тому. Пагорби, що утворилися, відносно високі, приблизно 150—190 метрів. Озера займають понад 7 % паркових територій, тут зосереджено найбільше озеро Плателяй, у Жмуді ще є 25 менших озер.
Ліси займають близько 45 відсотків від усієї території парку. Лісисті водно-болотні угіддя Плокштине і Рукунджяй, гідрографічні комплекси озера Плателіай, Лаумаленка і Шиліне, долини річок Гардай ози, річки Бабрунгас і Мергупіс, водно-болотні угіддя Пабурге, Сиберіа, Пакастува, Ужпелкяй, Ертеніс і Папарчай є особливо цінними для науки. Також екосистеми лісів Паїлгіс та екосистеми водно-болотних угідь Жуодупіс завдяки рідкісним рослинам і тваринам. Рідкісний лосось атлантичний і сигові ряпушка і сиг європейський розмножуються в озері Плателяй.
Відьомський попіл має до 7,2 м в об'ємі, 2,1 м у діаметрі та 34 м у висоту. Поряд із парком, у селі Пуоке, лежить найбільший у Литві камінь-валун Барстичяй. У парку знайшли прихисток вовки та рисі. Дев'ять видів кажанів літають вночі.

## Див. також

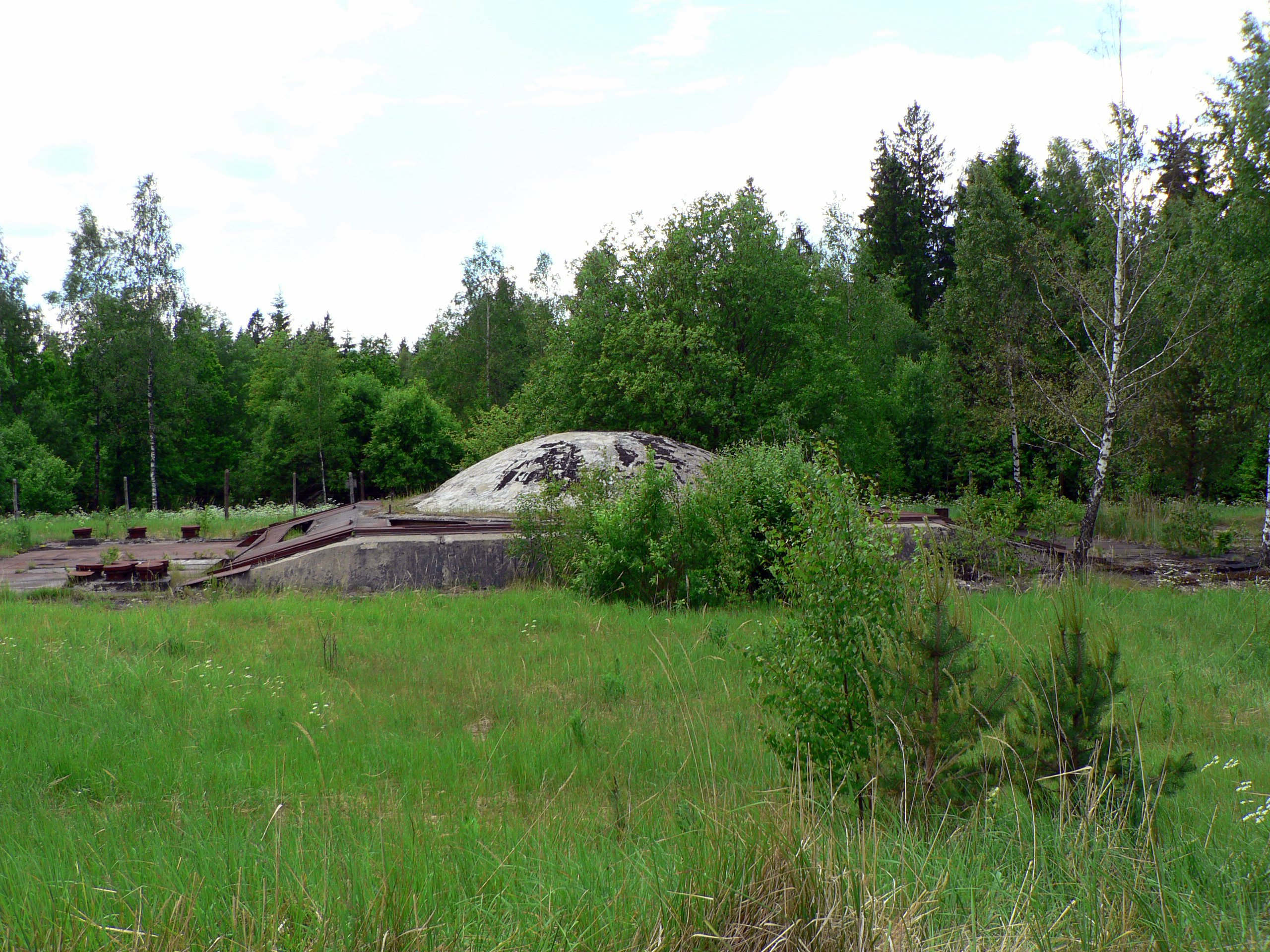
Підземна шахта для запуску ядерних ракет Р-12У на базі Плокштине